# Via Cappuccio
Via Cappuccio è una strada del Municipio 1 di Milano che collega via Bernardino Luini a via Circo.

## Storia
La via era anticamente chiamata contrada dei Nobili di porta Vercellina, per via delle numerose dimore patrizie presenti in tale strada (alcune delle quali tuttora esistenti). La via poi prese il nome di contrada del Cappuccio, per la presenza nella via della chiesa di Santa Maria ad Virginum (comunemente nota come monastero del Cappuccio, per via della congregazione di suore che al posto del velo indossava un cappuccio: del monastero resta oggi solo il chiostro, inglobato nei palazzi costruiti successivamente alla soppressione del monastero).
Alcuni tratti dell'attuale via Cappuccio presero, in diversi tempi, il nome di contrada di San Pietro alla Vigna (da una chiesa oggi scomparsa così chiamata, di cui rimane oggi il toponimo della vicina via Vigna) e contrada della Maddalena al Cerchio, poiché sul suo tracciato era presente la chiesa di Santa Maria Maddalena al Cerchio, fondata sull'antico circo romano di Milano (di cui oggi resta il vicino toponimo di via Circo).

## Edifici notevoli
Tra gli antichi palazzi che formavano l'antica contrada dei Nobili si possono tutt'oggi vedere:
- Casa Cavigioli (n. 9)
- Casa Bosina (n. 11)
- Casa Radice Fossati (n. 13)
- Palazzo Mapelli (n. 15)
- Palazzo Lurani Cernuschi (n. 18)
- Palazzo Cornaggia (n. 21)

## Trasporti
- Duomo
- Sant'Ambrogio